# Veratrum shanense
Veratrum shanense là một loài thực vật có hoa trong họ Melanthiaceae. Loài này được W.W.Sm. miêu tả khoa học đầu tiên năm 1911.